# Дегор

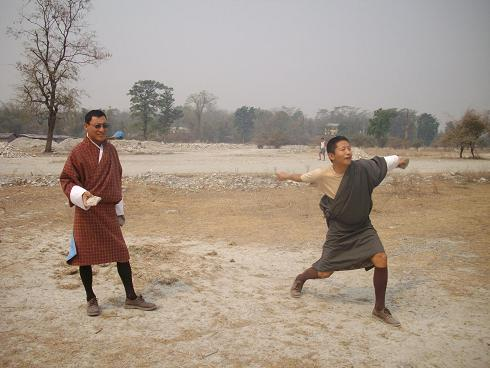
Бутанці за грою в дегор

Дегор є традиційним видом спорту в Бутані, схожим на спортивне штовхання ядра.
Дегор — популярна в Бутані гра, яку часто в зарубіжній літературі показують як один з різновидів штовхання ядра. Дегор відрізняється від штовхання ядра у багатьох відношеннях. У дегор грають двома сферичними плоскими каменями, які кидають у дві цілі, що перебувають на відстані близько 20 м одна від одної. У дегор грають по всьому Бутану, але найбільше він популярний в сільській місцевості. Хоча немає ніяких обмежень, у грі беруть участь, як правило, тільки чоловіки.

## Інвентар
Для гри необхідно тільки по два камені на кожного гравця. Розмір і вага каменів відрізняються від гравця до гравця. Гравець може мати стільки каменів, скільки захоче, але грати може одночасно лише двома.

## Правила гри
У дегор грають як командами, так і один проти одного. Якщо є три гравці, то грають один проти одного. Якщо чотири або більше, то найкраще грати двома командами, які змагаються між собою. Обмеження за кількістю гравців немає, але дуже велика кількість учасників робить гру більш повільною та громіздкою. Як правило, в кожній команді не більше семи гравців.
На відміну від штовхання ядра, кожен гравець кидає два камені в цілі з одного кінця в інший, розмахуючи рукою нижче рівня плечей. Метою служать кілочки, вбиті в землю. Як і в грі в «підкови», гравці намагаються кинути свої камені якомога ближче до кілочків. Очко зараховується, якщо відстань між кілочком і каменем менше, ніж відстань між витягнутими великим і середнім пальцями руки. Якщо два або кілька каменів противників впали в цій зоні, то очко отримує той, чий камінь ближче до кілочка. Якщо всі камені в цій області належать одній команді або гравцеві, то команда отримує кількість очок, що дорівнює кількості каменів. Гра закінчується після досягнення заздалегідь домовленої кількості очок. Як правило, це непарне число до 21, залежно від часу і кількості учасників.

## Стратегія гри
На відміну від стрільби з лука, найкращі гравці кидають першими, намагаючись зайняти область навколо кілочка. Гравці, що кидають пізніше, можуть потрапити в камені суперників і вибити їх, зайнявши їхнє місце. Але це складніше зробити, якщо у перших камені були важче і твердіше. Таким чином, гравці більше віддають перевагу важким каменям, щоб їх було важче вибити.

## Ставки
Ставки на гру залежать від регіону і від обставин. Якщо гру проводять між селами, то ставок може і не бути. Іноді просто грають на славу переможця. Проте, в основному, грають на свята (Новий рік та інші великі свята). Сторона що програла, повинна організувати частування, яке повністю дістається переможцям, і чекати, що з нею поділяться невеликою частиною. Такі ставки зазвичай роблять для веселощів у межах однієї громади або між друзями.